# Frozen II - Dietro le quinte
Frozen II - Dietro le quinte (Into the Unknown: Making Frozen II) è una serie documentario del 2020 incentrata sul film Frozen II - Il segreto di Arendelle (2019) della Walt Disney Animation Studios. La docu-serie è composta da sei puntate, seguono la troupe e i doppiatori di Frozen II - Il segreto di Arendelle nell'ultimo anno di sviluppo del film. Questo includeva lo sviluppo della storia e la rielaborazione della canzone Show Yourself, la varietà dei diversi ruoli nel processo di animazione, la composizione delle canzoni e gli arrangiamenti orchestrali e il processo di post-produzione. È stato diretto da Megan Harding, che in precedenza era stata coinvolta in un documentario del 2014 sulla realizzazione del film Frozen - Il regno di ghiaccio (2013), e distribuito sul servizio di streaming Disney+ poco dopo il lancio della piattaforma.
Il documentario è stato prodotto dalla Lincoln Square Productions. Harding mirava a rappresentare onestamente il processo di produzione e la troupe ha filmato per 115 giorni. Spesso volavano tra New York, dove lavoravano, e Los Angeles, dove si trovavano i principali uffici di Frozen II - Il segreto di Arendelle, con alcune presso le case dei singoli membri dello staff. La serie ha ricevuto un'accoglienza critica positiva.

## Puntate
| n° | Titolo originale          | Titolo italiano       | Pubblicazione  | Durata    |
| -- | ------------------------- | --------------------- | -------------- | --------- |
| 1  | A Year to Premiere        | Un anno alla prima    | 26 giugno 2020 | 42 minuti |
| 2  | Back to the Drawing Board | Si ricomincia da capo | 26 giugno 2020 | 40 minuti |
| 3  | Journey to Ahtohallan     | Viaggio ad Ahtohallan | 26 giugno 2020 | 37 minuti |
| 4  | Big Changes               | Grandi cambiamenti    | 26 giugno 2020 | 36 minuti |
| 5  | Race to the Finish        | Corsa al traguardo    | 26 giugno 2020 | 30 minuti |
| 6  | The World Awaits          | Il mondo attende      | 26 giugno 2020 | 28 minuti |

## Cast originale

### Crew di produzione del filmFrozen II
- Chris Buck: regista
- Jennifer Lee: sceneggiatrice e regista
- Kristen Anderson-Lopez: cantautrice
- Robert "Bobby" Lopez: cantautore
- Peter Del Vecho: produttore
- Michael Giaimo: scenografo
- Malerie Walters: animatrice

### Doppiatori originali e Italiani
- Idina Menzel, Gaia Bolognesi: Elsa
- Kristen Bell, Ilaria Latini: Anna
- Josh Gad, Luigi Ferraro: Olaf
- Jonathan Groff, Paolo De Santis: Kristoff
- Sterling K. Brown, Massimo Bitossi: tenente Mattias, un soldato di Arendelle
- Evan Rachel Wood, Joy Saltarelli: regina Iduna, la madre di Anna ed Elsa

## Produzione
Nel 2014, la regista australiana Megan Harding ha incontrato la troupe principale di produzione del film Disney del 2013 Frozen - Il regno di ghiaccio mentre lavorava ad uno speciale televisivo per l'American Broadcasting Company (ABC) un anno dopo l'uscita del film. La produzione del sequel Frozen II - Il segreto di Arendelle è iniziata nel 2014. Nel dicembre 2018, lavorando con la Lincoln Square Productions, Harding ha iniziato a documentare il suo processo di realizzazione del film. Lei e la maggior parte della troupe hanno volato tra New York, dove lavoravano, e Los Angeles per la maggior parte delle riprese. Nell'ultimo anno di produzione, la troupe ha registrato 1.300 ore di riprese in 115 giorni di riprese. La troupe locale ha filmato i Lopez dal loro appartamento di New York, e le riprese dei loro incontri con altri membri della troupe di produzione sono state effettuate da uno o da entrambi i lati della conversazione o direttamente dalla tecnologia di teleconferenza.
Harding mirava a rappresentare onestamente il processo di produzione e dettagliare "l'investimento personale e la lotta creativa", piuttosto che fare "un DVD extra". La troupe ha dovuto selezionare aspetti della produzione su cui concentrarsi, come lo sviluppo di Show Yourself. Harding non aveva intenzione di menzionare la perdita di suo figlio Ryder da parte di Buck, ma quest'ultimo ne parlò da solo, inaspettatamente, e la troupe era in lacrime alla fine della conversazione. Anche se ci sono state riunioni in cui Buck ha suggerito che "non era una buona giornata per le telecamere", la troupe ha lasciato la stanza solo una volta durante l'anno, in una riunione dopo la prima proiezione del film ad un pubblico familiare. Peter Del Vecho più tardi ha detto che la troupe di Frozen II - Il segreto di Arendelle voleva "mostrare al mondo" le dimensioni della troupe e "il duro lavoro necessario per mettere insieme questi film", anche se ha trovato un "processo difficile" far girare la troupe del documentario per un anno. Josh Gad ha sperimentato l'autocoscienza, mentre il dialogo e il canto di Olaf sono stati sviluppati con "esperimento e gioco". Lee ha trovato divertente mostrare alla troupe come funzionava l'animazione; ha detto della story room "molto intensa" che era più difficile essere filmata, ma che la troupe "era molto paziente con noi".
Il documentario presenta la canzone See the Sky, che è stata tagliata dal film finale, e non è stata inserita nella colonna sonora. La scena preferita di Harding, tagliata dalla serie, era Giaimo che discuteva di ciò che vedeva come "passione, dedizione e specifiche tendenze del disturbo ossessivo-compulsivo" della troupe mentre tagliava le sue siepi per farle assomigliare alla forma degli alberi in Frozen - Il regno di ghiaccio. Il documentario omette di menzionare John Lasseter, il direttore creativo prima di Lee, che ha lasciato il ruolo dopo aver riferito di aver perpetrato una cattiva condotta sessuale contro i dipendenti nella sua posizione alla Disney. Inoltre non copre le consultazioni della produzione con il popolo Sámi per la loro rappresentazione nel film, avvenuta in gran parte prima dell'ultimo anno di produzione.

## Promozione
Il primo trailer del documentario è stato pubblicato il 22 giugno 2020, mentre quello italiano il 23 giugno 2020.

## Distribuzione
L'11 aprile 2019 è stato annunciato che una serie di documentari complementari sarebbe stata lanciata sul servizio di streaming Disney+ entro il suo primo anno dal titolo Frozen II - Dietro le quinte. Frozen II - Il segreto di Arendelle è uscito nel novembre 2019. La serie è uscita il 26 giugno 2020. Radio Times ha tenuto una discussione dal vivo con Buck, Unten e Walters alle 5 p.m. BST il giorno della sua uscita. Al Festival internazionale del film d'animazione di Annecy del 2020, che si è tenuto online, il primo episodio del documentario è stato reso disponibile dal 26 giugno al 28 giugno. Frozen II - Il segreto di Arendelle è stato aggiunto a Disney+ il 3 luglio 2020 sul catalogo americano, mentre in quello italiano l'11 settembre 2020.

## Accoglienza
Ed Potton di The Times lo ha valutato con quattro stelle su cinque, il quale ha affermato che "una tale onestà è ancora rara a Hollywood" e che le sfide affrontate dallo staff rendono i "pagamenti scadenti a casa". Drew Taylor di Collider ha dato al documentario una A, definendolo "completamente avvincente e sorprendentemente onesto". Taylor lo ha paragonato favorevolmente alle precedenti uscite dietro le quinte della Disney per "mostrare i registi nel loro aspetto più vulnerabile, sia personalmente che artisticamente". Allo stesso modo, Joel Keller di Decider ha scoperto che "non soffre del solito schtick autopromozionale Disney" ed era "una serie molto informativa che mostra che anche i migliori film d'animazione incontrano problemi". Ethan Anderton di Slashfilm l'ha recensito come "informativo e affascinante". Anderton lo ha elogiato per aver rappresentato "momenti commoventi e sinceramente onesti" come la relazione di Bell con la canzone The Next Right Thing, e per aver coperto la "frustrazione" coinvolta nell'adattamento della canzone Show Yourself. Nick Romano di Entertainment Weekly lo ha consigliato per dimostrare che "dietro questi film c'è tanto cuore quanto sullo schermo".